# Дарфурська експедиція
Англо-єгипетська кампанія в Дарфурі 1916 року — військова операція Британської імперії і Султанату Єгипту, що являла собою превентивне вторгнення в Султанат Дарфур.
Султан Дарфура Алі Дінар був визнаний англійцями правителем васальної держави після їхньої перемоги у війні з махдістами, однак після початку Першої світової війни він перестав виявляти лояльність, відмовившись від традиційної сплати данини британській адміністрації у Судані, а у 1915 році, оголосивши про свою вірність Османській імперії, вступив з ними у контакт через сенуситів. У той час населення Дарфура становило майже 1 000 000 осіб і контролювалось так званою «армією рабів», котра налічувала майже 10 000 осіб. Внутрішня політика Дінара викликала хвилювання серед арабської частини населення, котра в цілому була налаштована проти нього, або, як у разі племені різейгат з південно-західного Дарфура, ставлення якого було «відкрито ворожим». До грудня справи погіршилися до такого стану, що невеликий підрозділ єгипетського верблюдячого корпусу був направлений для захисту торгівлі у Нахуді і метою попередження передбачуваного наступу Дінара проти племені різейгат. Крім цього Дінар протистояв розгортанню загону верблюдячого корпусу, переводячи свої особисті війська — сорок кавалеристів і дев'яносто піхотинців — для посилення Джебель-ель-Хелли. Однак до тої пори англійці вважали, що він готується до вторгнення в Судан. У відповідь на це сірдар (британський командувач англо-єгипетськими військами) Реджинальд Вінгейт організував збір військ чисельністю майже 2000 людей; під командуванням підполковника Філіпа Джеймса Ванделера Келлі ці сили вступили на територію Дарфура у березні 1916 року і завдали армії Алі Дінара рішучої поразки у битві при Берингії, у травні захопивши столицю Дарфура Ель-Фашир. Алі Дінар до того моменту вже ховався у горах, і його спроби домовитися про капітуляцію були врешті-решт зірвані англійцями. Коли його місцезнахождення стало відоме, туди було направлено невеликий військовий загін, і у підсумку султан був убитий в бою в листопаді 1916 року. Згодом Дарфур був повністю приєднаний до керівника британською адміністрацією англо-єгипетського Судану й лишився у складі Судану після отримання цією країною незалежності.